# Alfonso Gasco
Pour les articles homonymes, voir Gasco.
Alfonso Gasco (1867-1936) est un diplomate et interprète italien. Il est conseiller étranger au Japon durant l'ère Meiji et enseigne la langue italienne à l'université impériale de Tokyo.

## Biographie
Né à Florence en 1867, il étudie l'économie à l'université de Rome et complète sa formation en apprenant le français et l'anglais, puis le chinois et le japonais. Il se distingue très vite dans l’apprentissage de cette dernière langue qu'il part approfondir directement au Japon à Akasaka où son père est secrétaire de la légation japonaise. Il a l'occasion de fréquenter de nombreux envoyés italiens et en particulier le duc Thomas de Savoie, arrivé en Extrême-Orient aux commandes du Vettor Pisani, et qui apprécie vite les qualités de Gasco et le nomme au ministère des Affaires étrangères.
Il est ainsi engagé au ministère comme greffier en 1886, mais démissionne en juin 1891 pour devenir interprète de seconde catégorie auprès de la légation italienne de Tokyo. Il est nommé volontaire de carrière en 1903 mais immédiatement promu comme interprète de troisième classe grâce à son ancienneté et pour sa grande connaissance de la langue japonaise. Après avoir reçu le titre honorifique de secrétaire-interprète en 1912, Gasco travaille intensément dans les relations économiques et culturelles entre l'Italie et le Japon. Pour son brillant travail au service du corps diplomatique, il reçoit le titre d'officier de l'ordre de la Couronne d'Italie. Après une période de congés en Italie en 1914-15, Gasco est nommé professeur titulaire de japonais à l'institut oriental de Naples, en remplacement de Pietro Silvio Rivetta, avant d'être lui-même remplacé en 1916 par Bartolomeo Balbi. Quand celui-ci démissionne en 1920, il est remplacé par Harukichi Shimoi qui avait été recommandé par Gasco. 
Entre-temps, Gasco est nommé conseiller général à Vladivostok en 1918. En 1921, il est fait cavalier de l'ordre des Saints-Maurice-et-Lazare. Il est nommé conseiller général de l'Italie à Kobe en 1924. Il est mis en retraite pour raisons de santé en août 1935. Il meurt à Kobe le 20 juin 1936. L'ambassadeur italien au Japon, Giacinto Auriti, envoie un télégramme de condoléances où il est écrit : « Aucun Italien n'a jamais été aussi connu et apprécié dans ce pays ». Il est enterré au Sapporoshi Maruyama Bochi. 